# Курта Сергій Іванович
Сергій Іванович Курта (нар. 30 червня 1993, Україна) — український футболіст, нападник нижчолігового австрійського клубу «Лейбен».

## Життєпис
Вихованець ужгородського футболу. У дорослому футболі дебютував у 2010 році в команді другої української ліги «Гірник-спорт», де зіграв 15 матчів і забив 3 м'ячі. З 2012 по 2014 роки був гравцем «Говерли». Зіграв 5 матчів у юнацькій і 51 — у молодіжній команді ужгородців. Був найкращим бомбардиром ужгородців в молодіжному чемпіонаті.
В українській Прем'єр-лізі дебютував 26 травня 2013 року в останньому турі чемпіонату 2012/13. У гостьовому матчі проти «Ворскли» на 70-й хвилині Курта замінив Володимира Лисенка.
З 2014 року виступав у словацькому клубі третьої ліги «Нове-Замки». У першому колі сезону 2014/15 років забив за цю команду 6 м'ячів у 15 матчах. Починаючи з другого кола цього сезону втратив місце в основі. А в сезоні 2016/17 років перейшов до іншого нижчолігового словацького клубу, «Сельце». З 1 січня 2018 року захищає кольори нижчолігового австрійського клубу «Лейбен».